# Refuge de Leschaux
Le refuge de Leschaux est un refuge situé en France dans le département de la Haute-Savoie en région Auvergne-Rhône-Alpes à 2 431 m d'altitude. Il appartient au Club alpin français de Chamonix-Mont-Blanc. Il constitue le point de départ habituel pour la face nord des Grandes Jorasses. L'accès se fait en remontant la Mer de Glace et le glacier de Leschaux depuis le Montenvers.

## Historique

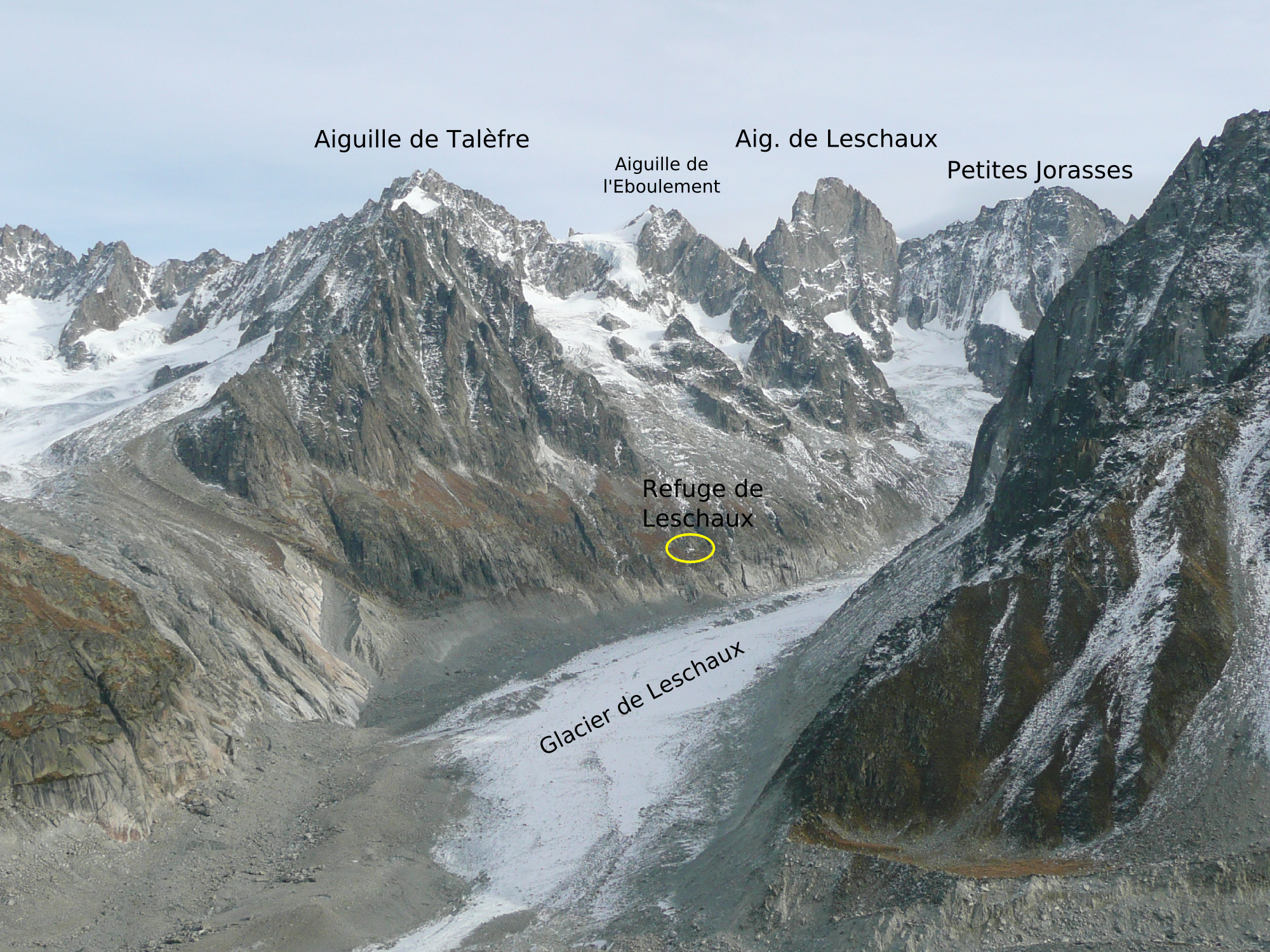
Emplacement du refuge de Leschaux

Un premier refuge est construit en 1929, grâce à un don du docteur Étienne May, au pied de l'aiguille Pierre Joseph en rive droite du glacier de Leschaux. Il est agrandi à 30 places en 1934, mais détruit par une avalanche en 1954. En 1967, la structure moderne préfabriquée, qui devait initialement remplacer la cabane Solvay sur l'arête du Hörnli au Cervin, est finalement installée à proximité de l'ancien emplacement, et offerte par le Club alpin belge à la section de Paris-Chamonix du CAF. Initialement de 12 places, il est agrandi en 2003,.

## Dans la culture
Dans le roman Retour à la montagne de Roger Frison-Roche, l'héroïne Brigitte accepte le gardiennage peu rémunérateur du refuge de Leschaux.